# Modellatura
La modellatura (sostantivo derivato dal verbo modellare) è l'operazione con cui si dà forma a un oggetto, plasmando un materiale malleabile. Si parla anche di modellazione (termine anch'esso derivato dallo stesso verbo), anche se il significato italiano di quest'ultimo si riferisce più spesso all'azione più specifica di preparazione di un bozzetto o di un modello plastico in scala di un manufatto, di un'opera, di una scultura.

## Condizioni
Modellare un materiale è possibile quando si presentano le condizioni che permettono la malleabilità dello stesso, ovvero quando la massa presenta un grado di plasticità che consente di modificarne la forma. Tali condizioni per i diversi tipi di sostanze possono dipendere da:
- la temperatura, che rende malleabili i metalli, il vetro e alcuni polimeri. Quando si raggiunge la temperatura critica la massa diventa meno densa, ma mantiene un sufficiente livello di coesione; al di sopra il materiale diventa fluido, al di sotto torna a solidificare. Allo stato fluido un materiale può solo essere versato (colato) nello stampo, nella fase plastica può essere sagomato esercitando una pressione funzionale all'obiettivo prefissato. Nella maggior parte dei casi il procedimento è reversibile: raffreddando il materiale dopo la modellazione il manufatto mantiene la forma ritrovando rigidità e resistenza; tornando a riscaldare il manufatto sino alla temperatura critica, torna a ridursi la coesione ed aumentare prima la plasticità poi la fluidità;
- l'idratazione (o diluizione se il solvente è diverso dall'acqua), che caratterizza i materiali argillosi e il gesso. Assorbendo una limitata quantità di acqua (approssimativamente uguale in volume alla parte secca), il materiale formato da particelle molto piccole passa dal presentarsi come una polvere a quello di un impasto. Quando si smette di aggiungere acqua inizia l'essiccazione, che può essere reversibile con l'argilla dove l'idratazione è soltanto un fenomeno fisico, irreversibile con il gesso e il cemento dove l'idratazione è accompagnata da reazioni chimiche. Per rendere irreversibile il risultato raggiunto con l'essiccazione dell'argilla il pezzo passa alla cottura in forno dove cristallizza ad alte temperature;
- la reazione chimica provocata da un catalizzatore in alcuni polimeri. L'aggiunta di specifiche sostanze ad un composto aumenta la velocità della reazione chimica tanto da causarne il passaggio dallo stato liquido a quello solido oppure a quello di schiuma.

## Spalmatura
I primissimi esempi di modellazione (forse precedenti l'età della pietra) sono rappresentati dal fango spalmato da un lato per chiudere gli interstizi dei ripari di rami e foglie, dall'altro per rendere impermeabili i primi contenitori alimentari sempre basati su intrecci vegetali. Nella sua estrema semplicità la spalmatura di un impasto o di un materiale plastico è ancora ben presente all'interno di numerosi processi produttivi: l'intonacatura e rasatura delle pareti; la produzione fuori opera di lastre, pannelli e simili; la realizzazione del massetto. Ovviamente la spalmatura ha bisogno di un supporto che a sua volta è suscettibile di modellazione. Con la muratura si sono sempre realizzate forme articolate ricoperte poi da intonaci oppure riempite di conglomerato (l'opera cementizia di epoca romana).

## Molteplici materiali e modalità di realizzazione riconducibili al modellare

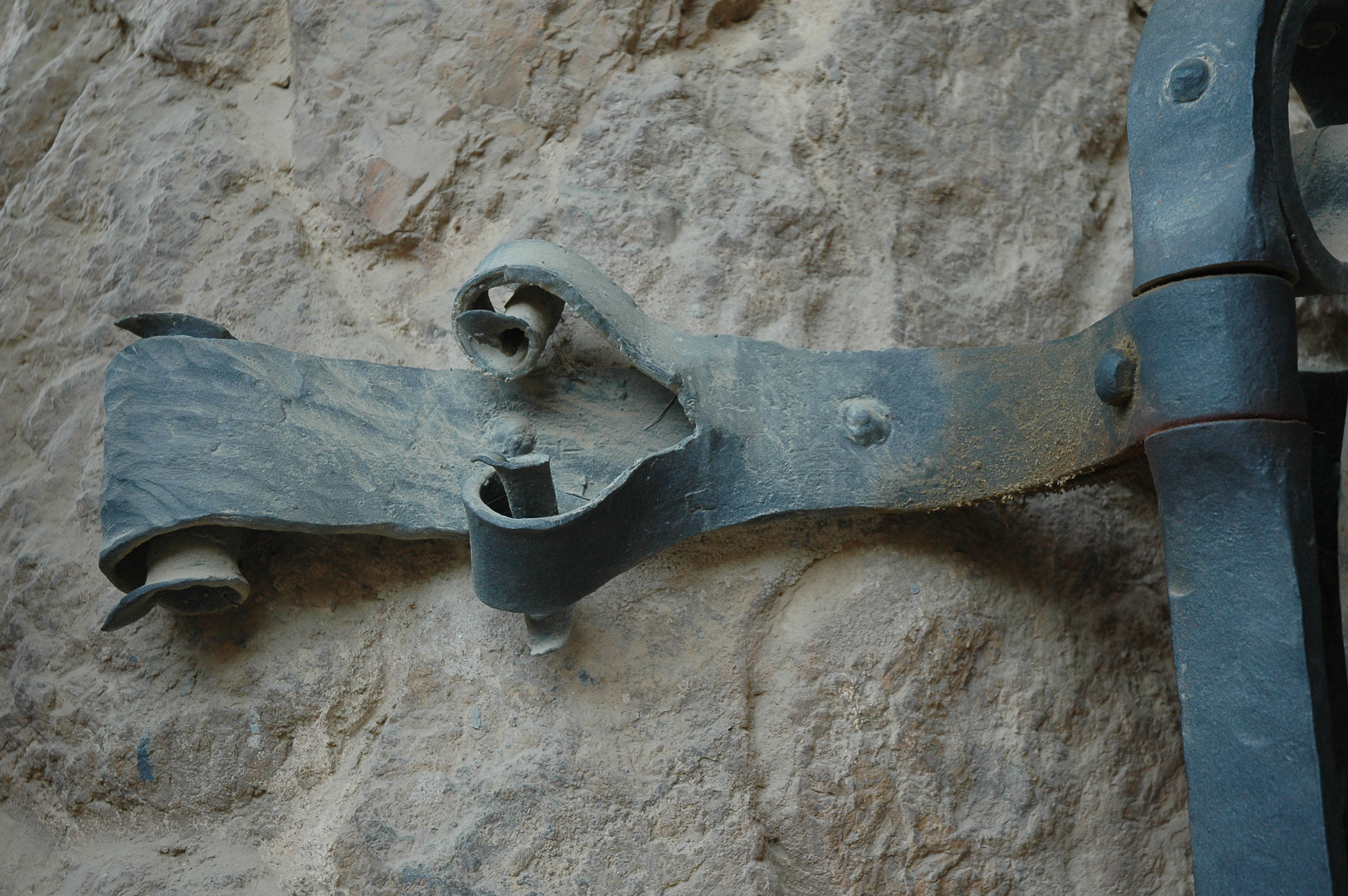
Ferro battuto a caldo (Antoni Gaudí)
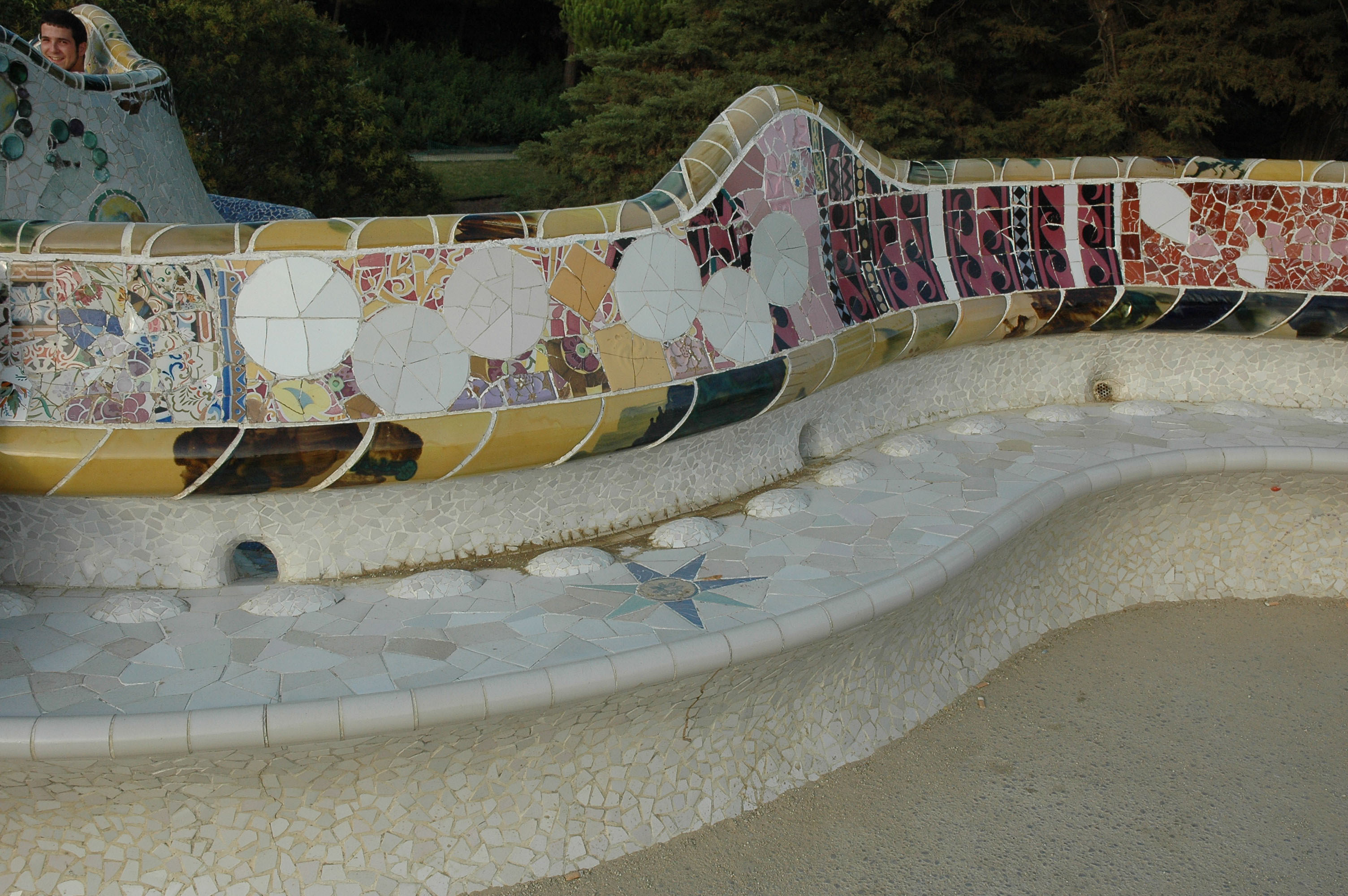
Supporto modellato manualmente (Antoni Gaudí)
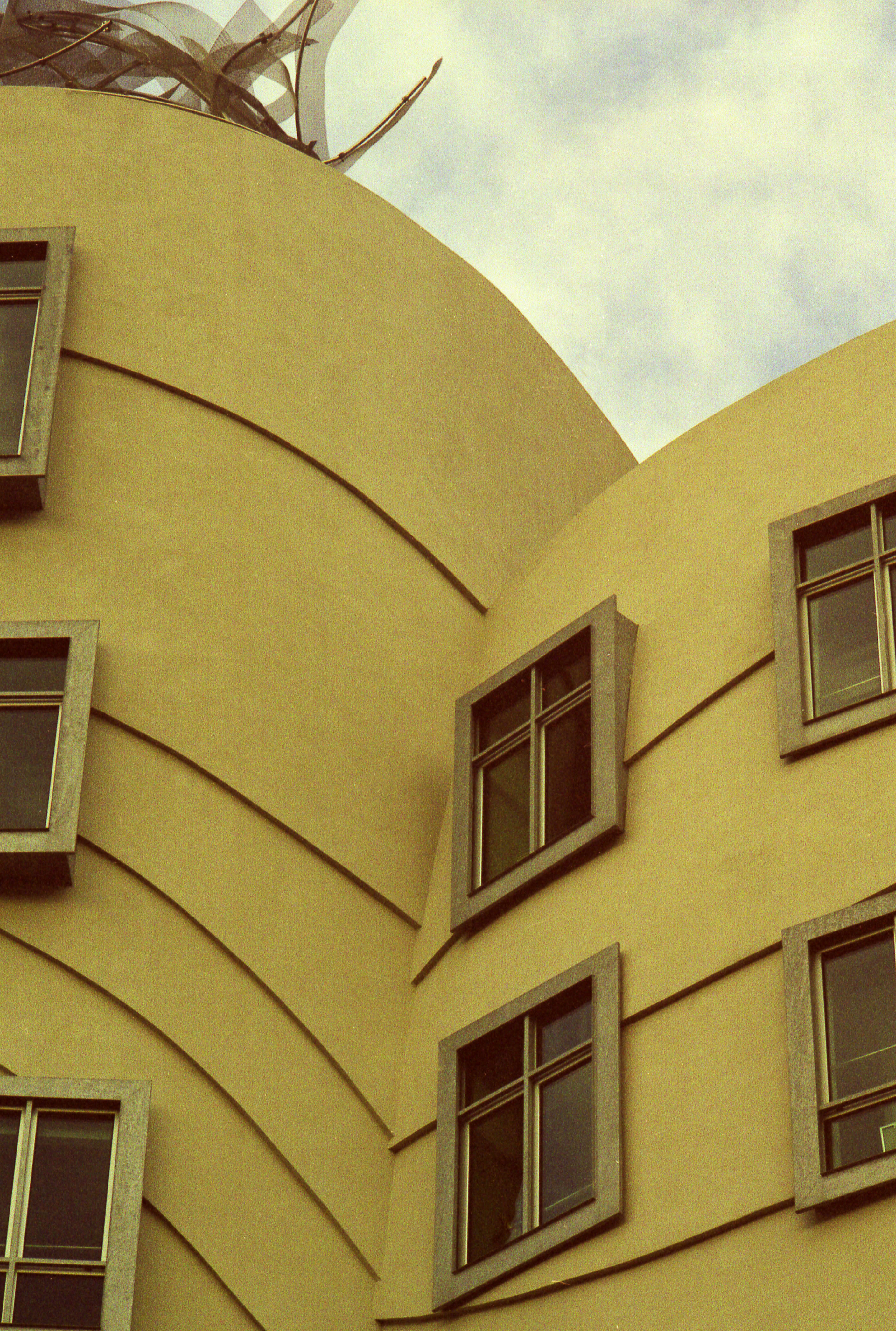
Muro sagomato e intonacato (Frank Gehry)

### Stampaggio
Quando il supporto assume una propria configurazione entro la quale l'impasto si distribuisce in modo da colmare tutti gli spazi il procedimento si parla di stampaggio. Il versamento negli stampi o casseforme diventa il getto con il calcestruzzo o la colata con i metalli e a volte con l'argilla.
In campo artistico la forma ottenuta attraverso la modellazione rappresenta l'obiettivo finale, mentre in campo tecnico costruttivo il pezzo ottenuto il più delle volte tona a inserirsi in un processo di assemblaggio o integrazione con altri pezzi. Fanno eccezione quelle parti in calcestruzzo gettate in opera che, una volta assunta la forma desiderata e le prestazioni richieste al termine dell'indurimento, costituiscono la struttura o l'involucro dell'edificio.

## Esempi di pezzi in calcestruzzo realizzati fuori opera: assemblati, integrati, isolati

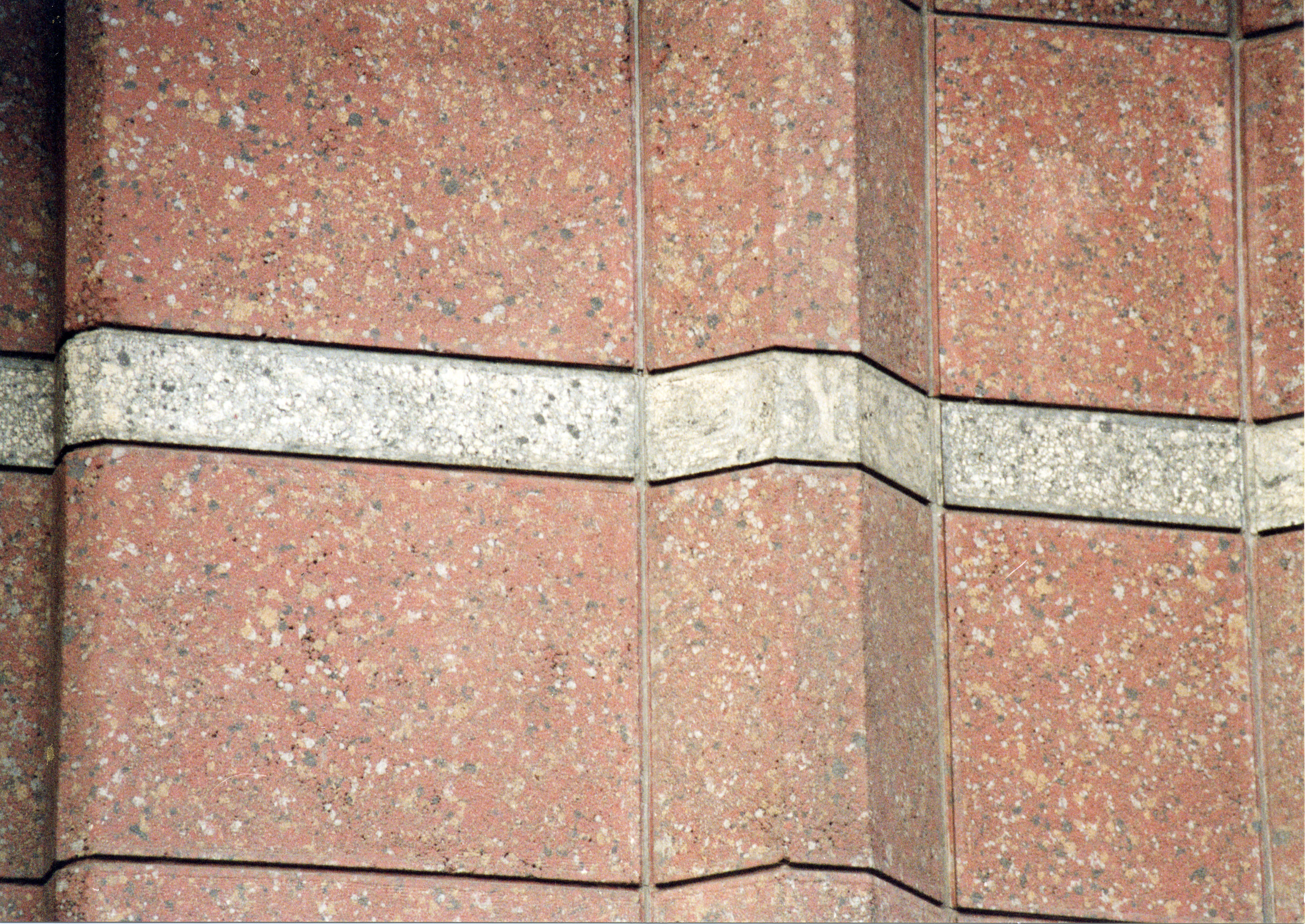
Pannelli in calcestruzzo pre-verniciati (Franco Albini)
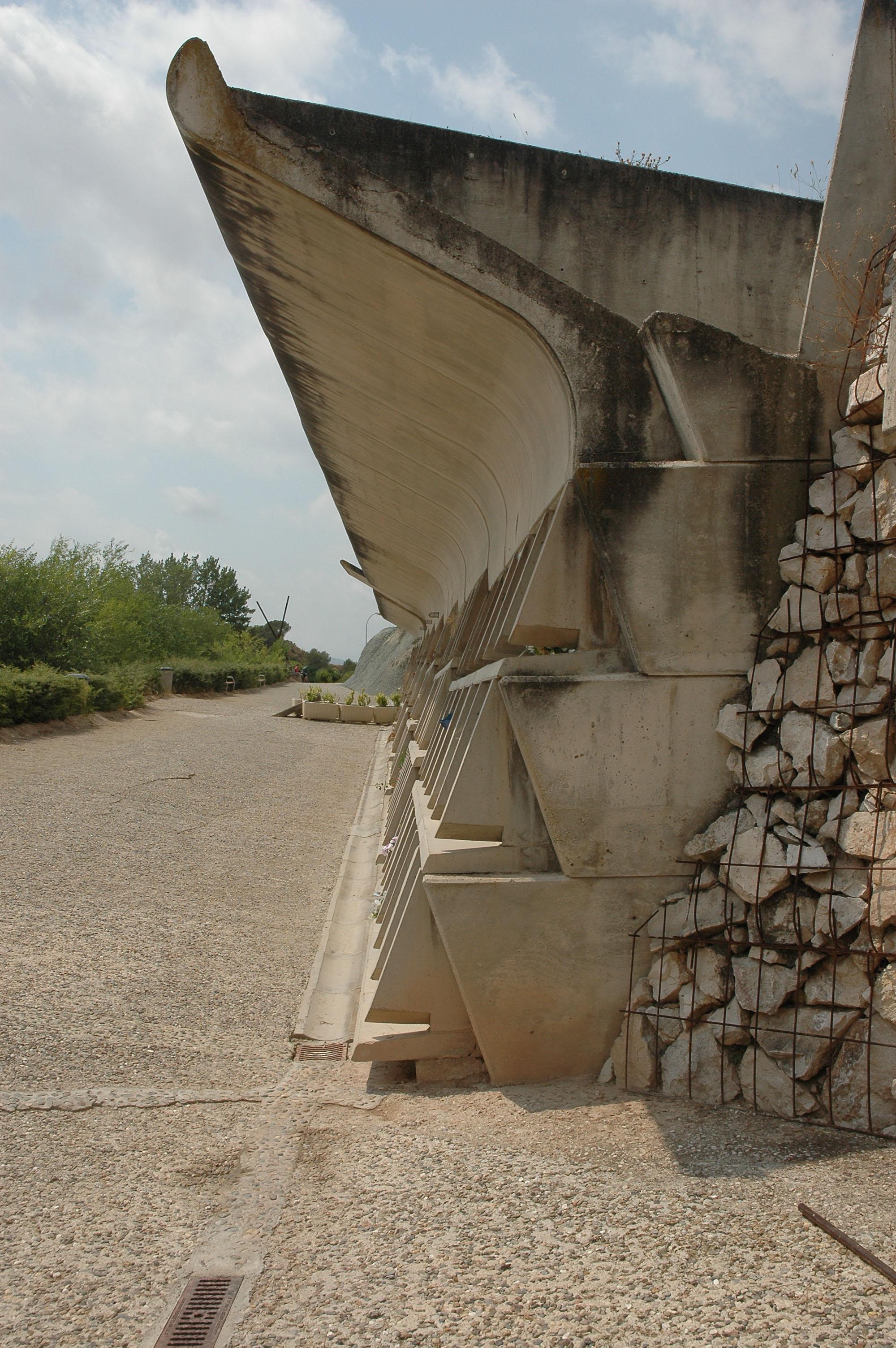
Pezzi prefabbricati e parti gettate in opera (Enric Miralles)
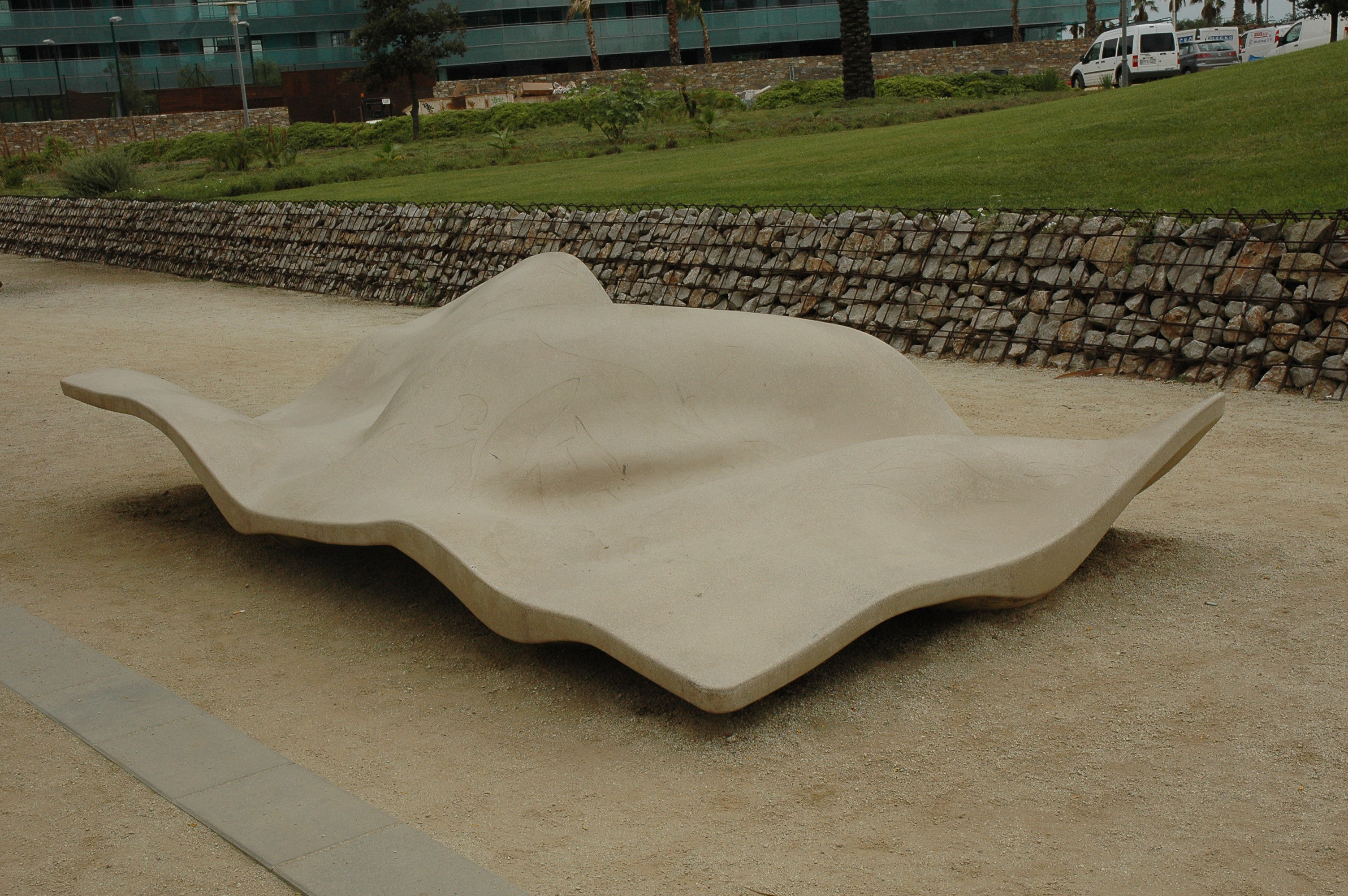
Panchina stampata in calcestruzzo (Enric Miralles)

### Soffiatura
L'altro modo di modellare i materiali allo stato plastico si basa sulla pressione esercitata dall'interno o dall'esterno. Per esercitare una pressione dall'interno della massa plastica viene utilizzata l'aria, una tecnica utilizzata sin dall'antichità nella lavorazione del vetro. Attualmente nella lavorazione dei polimeri trovano impiego due modi di utilizzare l'aria: la filmatura e lo stampaggio per soffiaggio che servono per ottenere spessori molto sottili nel primo caso di pellicole piane, nel secondo di oggetti come le bottiglie.

### Estrusione e laminazione
La massa plastica può essere lavorata sia a freddo con l'argilla, sia a caldo con i metalli facendo pressione dall'esterno. Quando il materiale è spinto attraverso una trafila si ottengono elementi lineari a sezione costante di diversa lunghezza a seconda degli impieghi. Con l'argilla si trafilano mattoni, pignatte, tavelle e simili che hanno una lunghezza limitata. Con ferro ed alluminio si producono trafilati generalmente lunghi tra i 3 e i 6 metri.

### Stampi a gravità
Un'ultima tecnica di modellazione, sebbene ancora utilizzata in ambito ristretto, apre interessanti prospettive per le prestazioni che offre: lo studio e la produzione di gusci sottili. Le prime realizzazioni degne di nota risalgono ai primi anni '60 (Félix Candela), ma lo studio sistematico è avviato da Frei Otto che riprende l'intuizione di Antoni Gaudí con i suoi modelli a gravità. In particolare un tessuto zavorrato o un insieme di catene sono ancorati dal di sotto ad un supporto. La forza di gravità tende ad attribuire una forma particolare al modello, che assumerà “spontaneamente” la configurazione più efficiente in termini strutturali. Utilizzando le inclinazioni e le curvature indotte dalla gravità gli spessori e le quantità di materiale necessario possono essere minimizzati. La particolarità di questo metodo progettuale sta nel fatto che la forma è indicata dal modello e non dal disegno (riassunto sempre da Frei Otto nel concetto di “cercare la forma”); la forma non può essere immaginata prima ma osservata e rappresentata soltanto dopo che la gravità ha determinato le condizioni di equilibrio tra grandezze e pesi.

## Costruzione sperimentale di gusci sottili con stampi a gravità

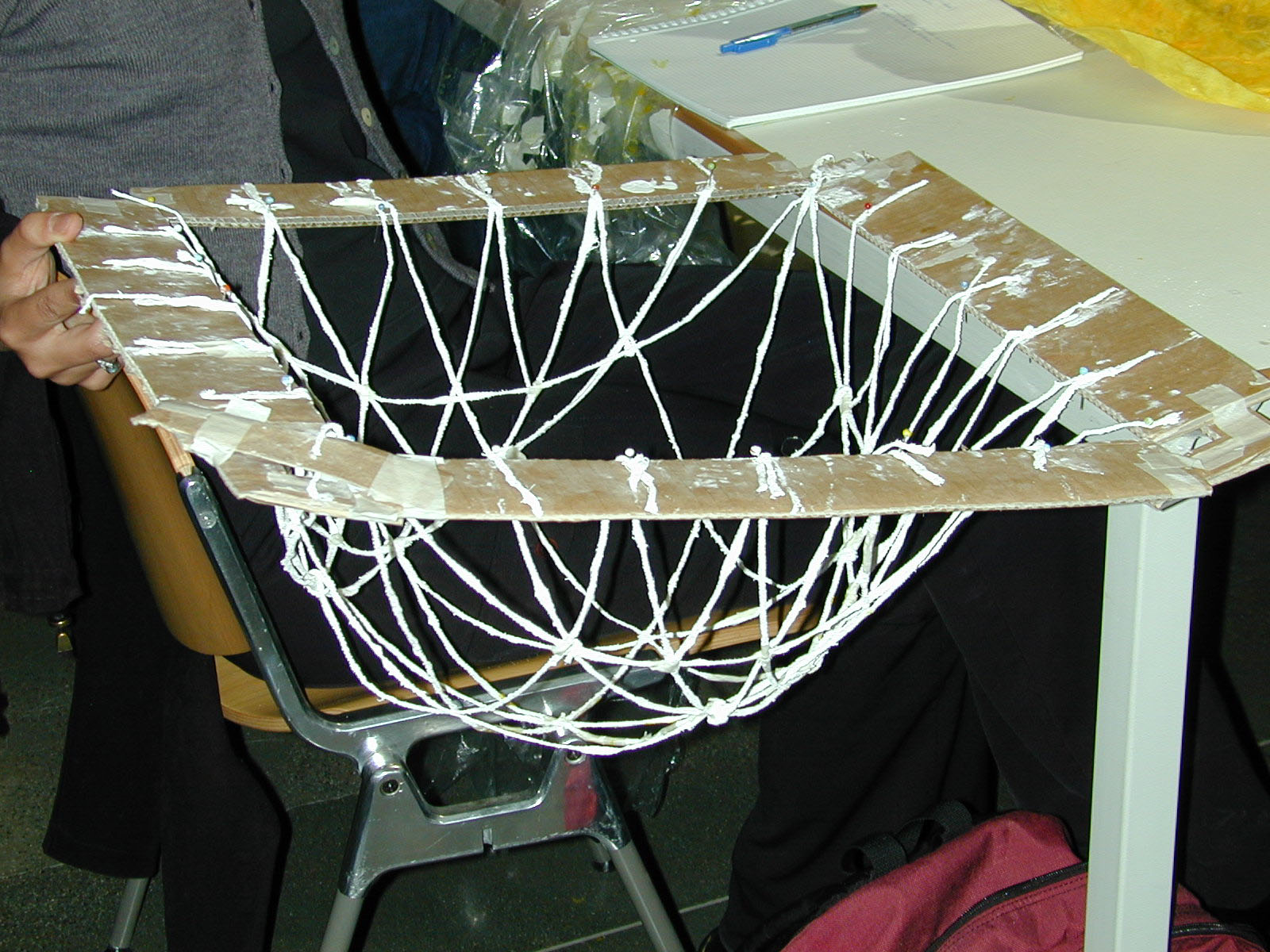
Struttura di cavi appesi al supporto
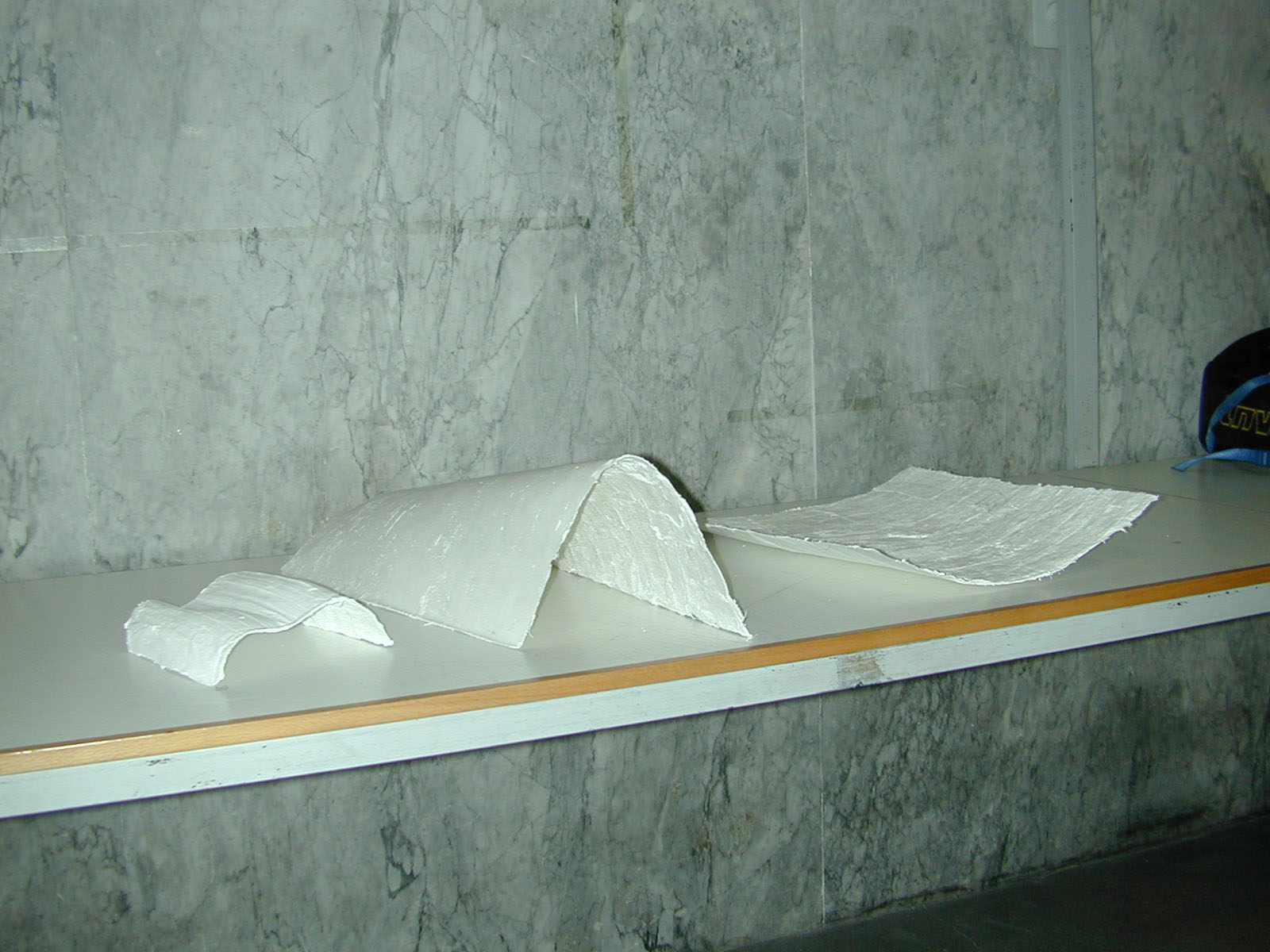
Gusci rovesciati dopo l'indurimento
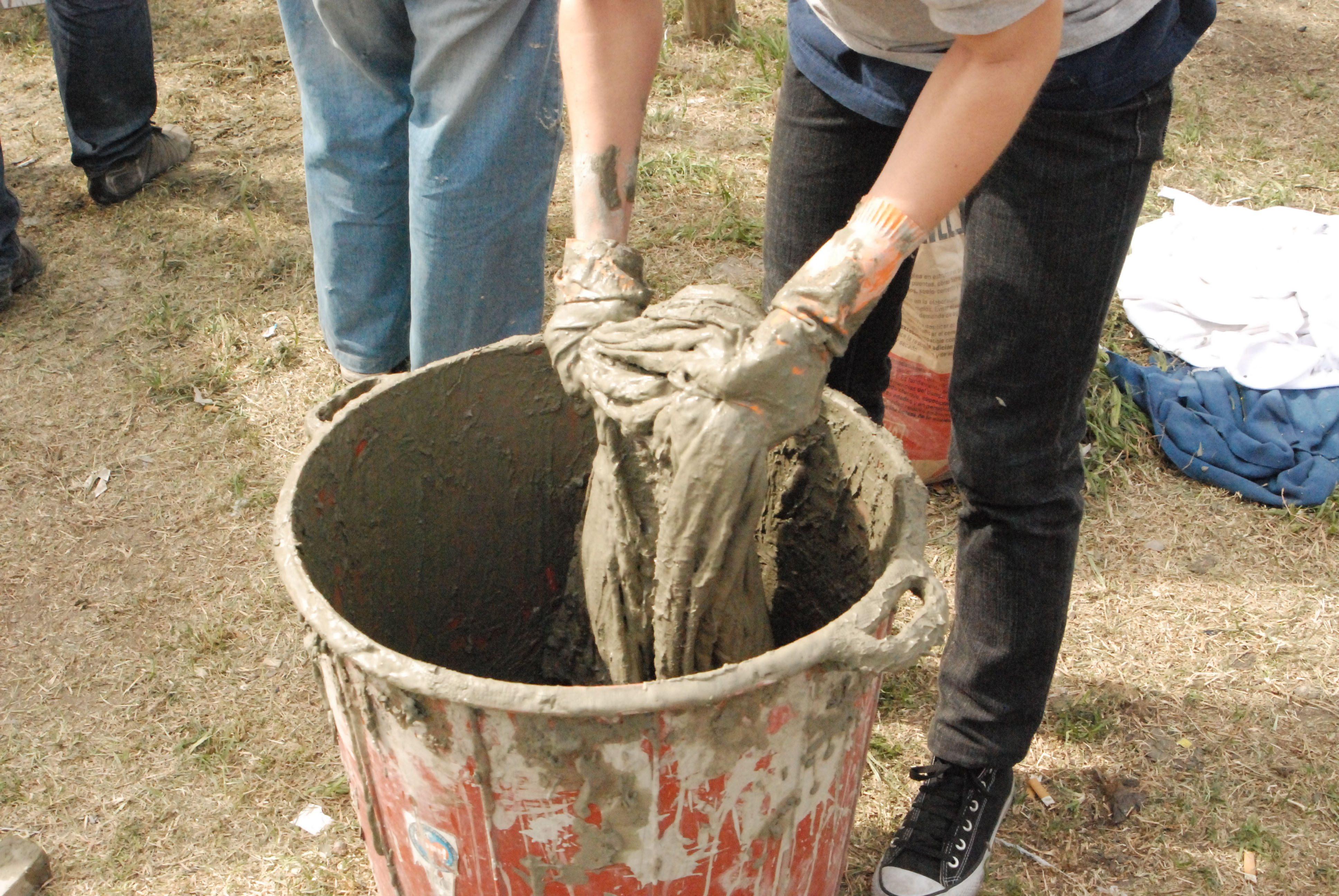
Immersione del tessuto nel cemento
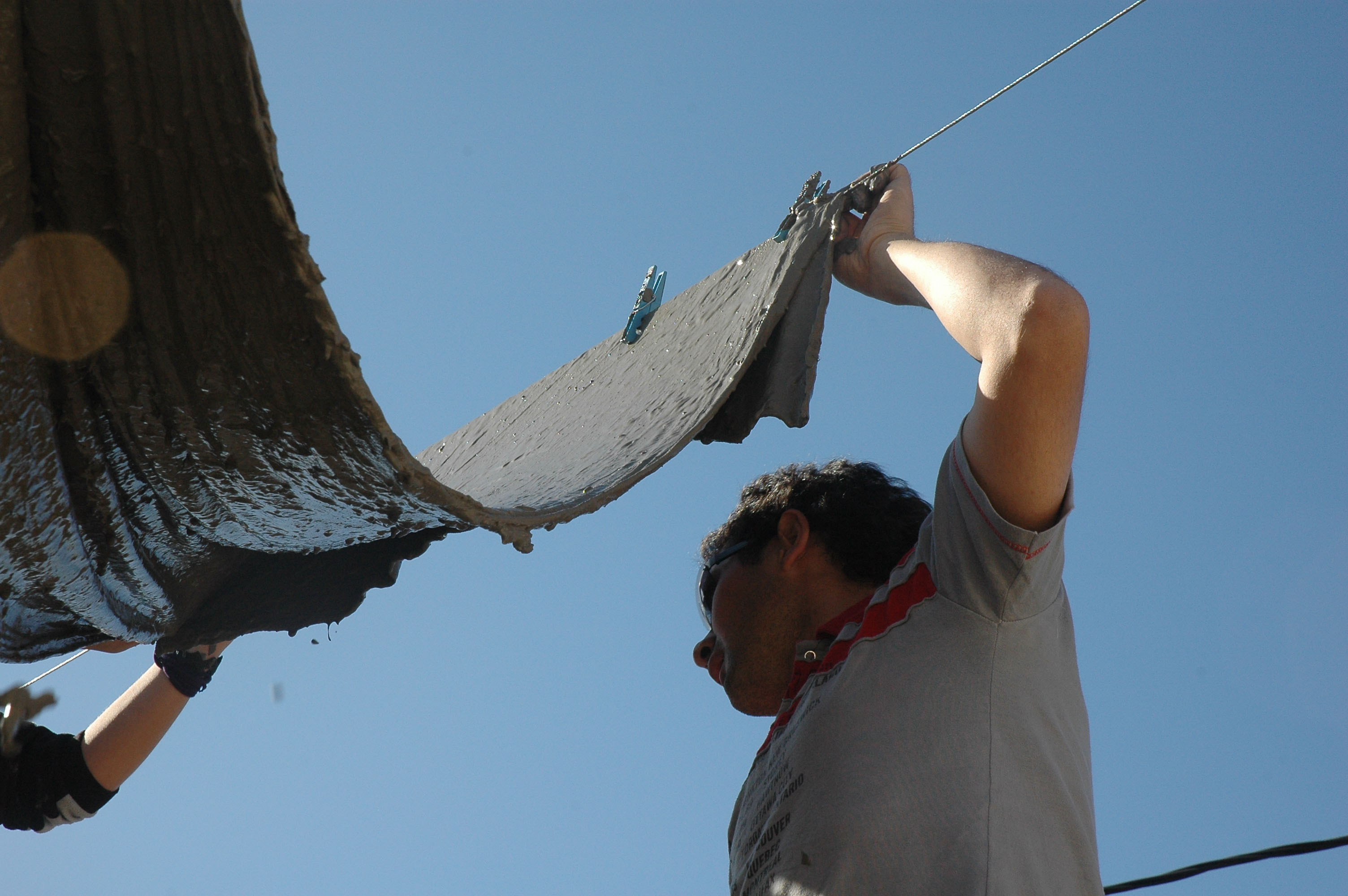
Sospensione per la formazione del guscio a gravità
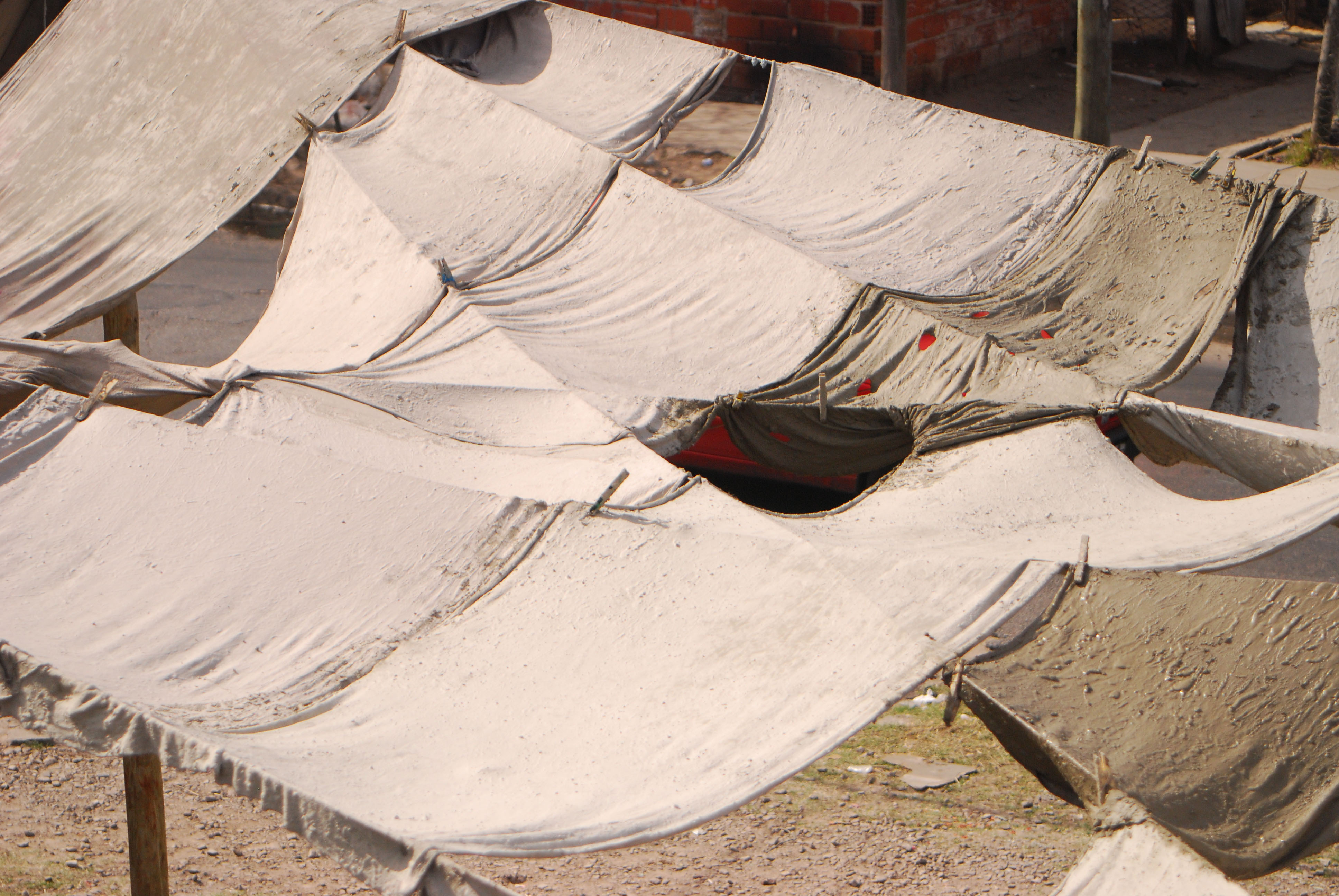
Copertura di gusci sottili durante l'essiccazione